# Buels (Vermont)
Buels Gore es un gore ubicado en el condado de Chittenden en el estado estadounidense de Vermont. En el año 2010 tenía una población de 30 habitantes y una densidad poblacional de 2,29 personas por km².

## Geografía
Buels Gore se encuentra ubicado en las coordenadas 44°12′30″N 72°57′00″O / 44.20833, -72.95000.

## Demografía
Según la Oficina del Censo en 2000 los ingresos medios por hogar en la localidad eran de $39,583 y los ingresos medios por familia eran $61,250. Los hombres tenían unos ingresos medios de $38,750 frente a los $21,250 para las mujeres. La renta per cápita para la localidad era de $32,533. El 0% de la población estaban por debajo del umbral de pobreza.